# Viktor Pietschmann

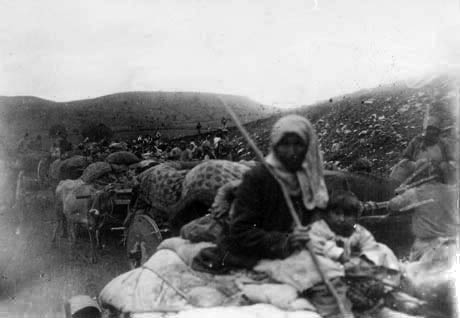
Deportaciones armenias en Erzurum. Fotografías tomadas por Viktor Pietschmann.

Viktor Pietschmann (1881-1956) fue un ictiólogo austriaco que trabajó en el Museo de Historia Natural de Viena. Fue el curador de la colección de peces de 1919 a 1946. Durante su vida, realizó viajes de recolección de especímenes al mar de Barents, Groenlandia, Mesopotamia, Armenia, Hawái, Rumania y Polonia. Describió muchas nuevas especies de pez, incluyendo varias especies de tiburones. Pietschmann fue miembro del Partido Nacionalsocialista Obrero Alemán (NSDAP) desde 1932 y continuó siéndolo hasta el final de la Segunda Guerra Mundial. Debido a su pasado nazi, Pietschmann fue forzado a retirarse en 1946. Murió el 11 de noviembre de 1956.